# Azonto
Genres associés
Banku, pon pon
L'Azonto est une danse originaire du Ghana ayant émergée dans les années 2000. Elle se caractérise principalement par son expressivité et par l'humour qui émane de ses mouvements. C'est aussi un genre musical.

## Histoire
L'azonto était anciennement dénommé apaa (mot qui signifie travail dans une langue locale), désignation que seuls les habitants de Bukom, Swalaba et ses environs employaient. Ce genre musical est apparu vers l'an 2000 au Sud du Ghana, à Bukom, Chorkor et Jamestown,,,. Pour certains , ce type de musique s'inspire aussi de la danse traditionnelle ghanéenne, le Kpanlogo (en), qui a commencé dans les communautés de pêcheurs de la grande région d'Accra et dans la ville portuaire de Tema,.
Au départ, cette danse s'inspire de gestes quotidiens comme repasser, laver le linge... Aussi, lorsque les lycéens se sont emparés du phénomène, ils ont proposé leur propre interprétation en inventant de nouveaux mouvements.Ce qui était au départ une danse parmi d'autres au Ghana devient un phénomène qui, en quelques mois, dépasse les frontières nationales. Le premier responsable de la diffusion, autrement dit ambassadeur de cette danse, est sans doute le footballeur Asamoah Gyan, joueur de l'équipe du Ghana, qui laissait exprimer sa joie après un but marqué par son équipe en exécutant quelques mouvements face aux caméras,.
Le mouvement s'est alors étendu aux autres pays d'Afrique mais aussi en Europe, en Amérique,. Certains artistes ont accru la notoriété de l'azonto en s'y essayant eux-mêmes, souvent en inventant leurs propres chorégraphies et en mixant les rythmes habituels avec d'autres rythmes, pour proposer une nouvelle version de la danse. « Si tu es dans une soirée africaine, en Europe ou en Afrique et que tu ne passes pas le coupé-décalé ou de l’azonto, le public te dit que tu as déconné », explique en 2015 le DJ centrafricain Boddhi Satva.
.

## Technique

### Principaux mouvements
Les mouvements de base de l'azonto sont donc la reproduction de gestes quotidiens que l'on mime comme le fait de conduire, de faire le ménage ou la vaisselle, de se laver les mains ou bien encore de se coiffer, se maquiller, etc. Toutefois, tout le corps est sollicité, tout le corps bouge. Le mouvement du pied (qui entraîne lui-même un mouvement de la jambe, droite ou gauche, c'est selon) est caractéristique de l'azonto. À partir de ces éléments, les danseurs du monde entier ont laissé libre cours à leur imagination et toute une série de nouveaux mouvements sont apparus, provenant d'influences diverses et renvoyant à des situations très variées s'adaptant à la personnalité de chacun. Le propre de ce type de danse est que chacun se l'approprie à sa manière, créé sa propre chorégraphie et son propre style en composant avec les pas existants puis en inventant les siens.

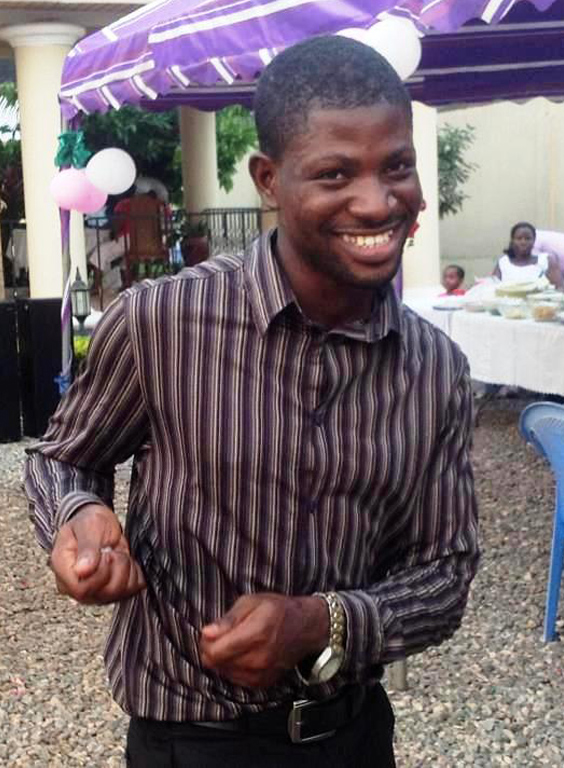
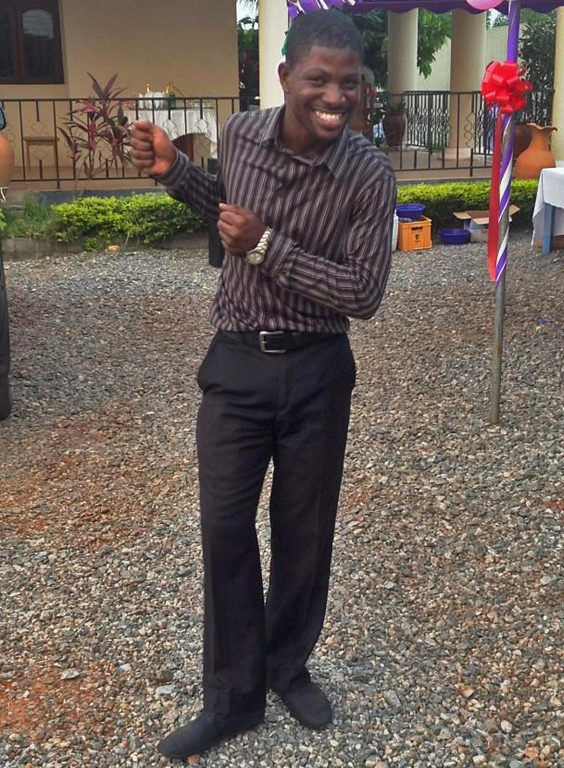
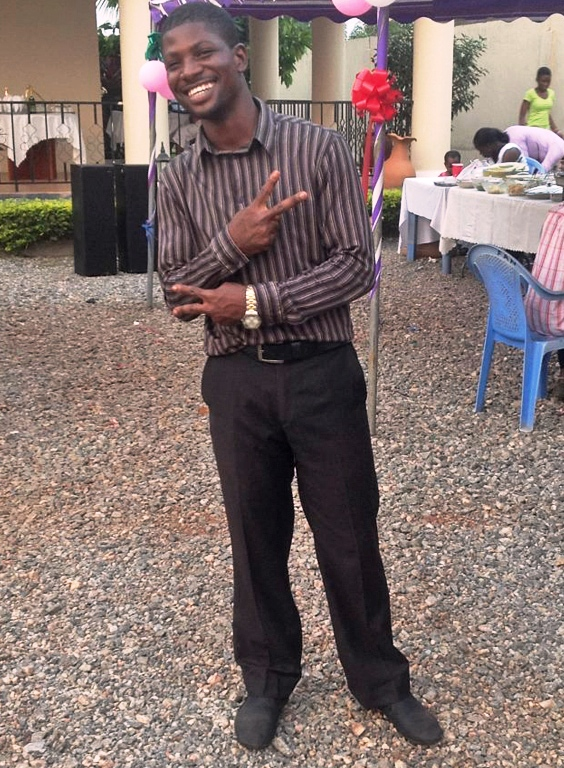
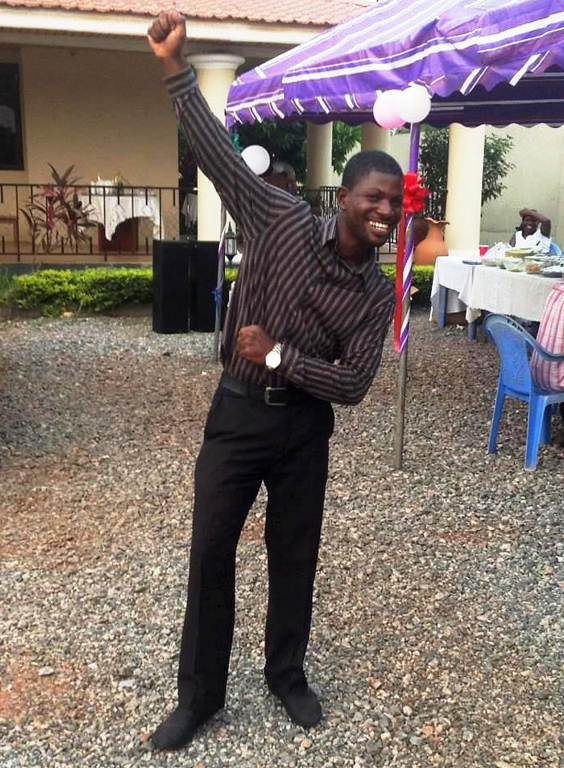

### Attitude générale et expressions faciales
Cette danse sert avant tout à communiquer des émotions, à faire passer un message particulier aux personnes qui regardent le danseur : elle se caractérise par sa grande expressivité. Les mouvements sont toujours effectués avec beaucoup d'humour, le danseur joue un rôle et fait preuve de dérision. Cette expressivité se lit en particulier dans les expressions faciales qui sont rieuses et désinvoltes. Le message peut être moqueur, on cherche à déstabiliser la personne qui est en face (notamment dans un contexte de compétition, lors de battles) ou alors flatteur (dans un contexte de séduction).

## Artistes
Les artistes les plus emblématiques du mouvement sont Sarkodie, Castro (en), EL (en), Fuse ODG (en), Gasmilla (en), Stay Jay (en), Buk Bak (en), etc.,.
Des artistes ont surfé sur le phénomène :
- Le groupe nigérian P-Square avec sa chanson Alingo
- Le groupe de jeunes français La Saomera avec sa chanson Azonto Dance
- L'artiste nigérian Wizkid avec sa chanson Azonto

L’un des tubes de l’azonto, Uncle Obama, est signé Deborah Owusu-Bonsu, dénommée également Sister Deborah. Uncle Obama, imaginé au départ pour un cercle amical, s’est propagé sur les réseaux sociaux. Puis il a été diffusé sur CNN en 2012, pendant un débat entre le président américain et le républicain Mitt Romney.